# Mega Philosophy
Albums de Cormega
Raw Forever
(2011)
Mega Philosophy est le sixième album studio de Cormega, sorti le 22 juillet 2014.
L'album, qui est entièrement produit par Large Professor, s'est classé 16e au Top Rap Albums et 30e au Top R&B/Hip-Hop Albums.

## Liste des titres
| No  | Titre                                                    | Contient un (des) sample(s) de | Durée |
| --- | -------------------------------------------------------- | ------------------------------ | ----- |
| 1.  | A New Day Begins                                         |                                | 1:42  |
| 2.  | MARS (The Dream Team) (featuring AZ, Redman et Styles P) |                                | 3:13  |
| 3.  | Industry                                                 | Fonky First des Silhouettes    | 4:05  |
| 4.  | More (featuring Chantelle Nandi)                         |                                | 3:25  |
| 5.  | Reflection                                               |                                | 0:41  |
| 6.  | D.U. (Divine Unity) (featuring Nature)                   |                                | 3:23  |
| 7.  | Honorable (featuring Raekwon)                            |                                | 2:19  |
| 8.  | Rap Basquiat                                             |                                | 2:50  |
| 9.  | Rise (featuring Maya Azucena)                            |                                | 3:39  |
| 10. | Home (featuring Black Rob)                               |                                | 2:08  |
| 11. | Valuable Lessons                                         |                                | 4:12  |